# Bolesław Borysiuk
Bolesław Borys Borysiuk (Jałowiec, 1 de Maio de 1948) é um político da Polónia. Ele foi eleito para a Sejm em 25 de Setembro de 2005 com 8256 votos em 6 no distrito de Lublin, candidato pelas listas do partido Samoobrona Rzeczpospolitej Polskiej.